# Gare de Limersheim
Gare de Limersheim – przystanek kolejowy w Limersheim, w departamencie Dolny Ren, w regionie Grand Est, we Francji.
Obecnie jest przystankiem Société nationale des chemins de fer français (SNCF), obsługiwanym przez pociągi TER Alsace.

## Położenie
Znajduje się na wysokości 151 m n.p.m., na 15,333 km Strasburg – Bazylea, pomiędzy stacjami Fegersheim - Lipsheim i Erstein.

## Linia kolejowa
- Strasburg – Bazylea